# Avonia variabilis
Avonia variabilis är en tvåhjärtbladig växtart som först beskrevs av Karl von Poellnitz, och fick sitt nu gällande namn av G. Williamson. Avonia variabilis ingår i släktet Avonia och familjen Anacampserotaceae. Inga underarter finns listade i Catalogue of Life.